# Anvil of Doom
Anvil of Doom var ett spanskt death metal-band inspirerat av Arch Enemy, In Flames, Death och Soilwork. Bandet startades i Andalusien år 1999 och splittrades troligen 2014. 

## Medlemmar
Senaste medlemmar
- Hugo Donaire – gitarr (1999–2014)
- Matoto – trummor (2001–2014)
- Al-Iskandar Tzaraath (Alejandro Pérez) – basgitarr, bakgrundssång (2002–2014)
- Manuel Gestoso – sång (2009–2014)

Tidigare medlemmar
- Crimen (David Escudero) – basgitarr
- Pitrelli (Jose María) – basgitarr
- Javier Agra – basgitarr
- Antonio "Poti"	– trummor (?–2000)
- Paco Herrera	– trummor, keyboard
- Salvi Nieto – gitarr (?–2008), basgitarr (2003)
- Alonso – trummor (1998-?)
- Álvaro "Dolly Boy" – gitarr (1998–2000)
- Javier Pinto – gitarr (1998–2000)
- Moky (Beltrán Luque) – sång (1998–2008)
- Alois (Aloy N. Gómez) – gitarr (2003–?)
- Ángel Luis Berlanga – gitarr (2008–2009)
- Kvoraph (Fran Ramírez) – sång (2008–2009)
- John Michael Peterson – gitarr (2009–?)

## Diskografi
Demo
- Died Before Dawn (2002)

Studioalbum
- Deathillusion (2004)

EP
- Turn Your Back (2011)

Annat
- Xtreem Sampler (delad album: Visceral Damage / Defacing / Anvil of Doom) (2003)